# 新宿区の町名
新宿区の町名（しんじゅくくのちょうめい）とは、東京都新宿区に存在または過去に存在した町名のこと。
本項では、明治時代初期以来の区内の町名の変遷についての説明およびそれらを一覧化したものを記述する。

## 新宿区の前史と行政区画の移り変わり
東京都新宿区は、昭和22年（1947年）3月15日、当時の東京都四谷区、牛込区、淀橋区が合併して成立した。以下、明治時代初期から新宿区成立までの行政区画の変遷について略述する。
江戸が「東京」と改称されたのは慶応4年（1868年）のことである。慶応4年7月17日（1868年9月3日）、「江戸ヲ称シテ東京ト為スノ詔書」が発せられ、東京府が設置された（9月8日に明治と改元）。以後、明治22年（1889年）に東京市が発足するまでの過渡期には、東京府の行政区画はめまぐるしく変遷し、番組制、大区小区制、15区6郡制等と呼ばれる制度が相次いで実施された。
明治2年2月（1869年3月）、東京府では、町地と郷村部との境界線を定める朱引（しゅびき）が行われた。これは、皇居を中心とした市街地（江戸時代の町奉行所支配地に相当）を朱引内とし、その外側を郷村とするもので、朱引内を50の区画に分けて、50番組（50区）が設定された。これとともに、江戸時代から続いていた名主制度が廃止された。同年5月、周囲の郷村部にも5つの組が設定され、これを地方5番組と称した。後に新宿区となる区域は、このうち朱引内の24番組から26番組、および地方1・2番組に属した。 
明治4年6月（1871年7月）には朱引が見直されて、朱引内は44区、朱引外は25区（計69区）に区分された。明治4年7月（1871年8月）には廃藩置県が実施された。これにともない、同年11月（1872年1月）、従来の東京府、品川県、小菅県が廃止され、新たな東京府が設置された。同時に朱引が廃止されて、府内は6大区・97小区に分けられた（いわゆる大区小区制）。明治7年（1874年）3月、区割りは再度見直され、朱引が復活。朱引内外に11大区・103小区が設置された。後に新宿区となる区域は、このうち朱引内の第3大区5・6・9 - 11小区、第4大区10・11小区、第8大区2 - 4小区に属した。
その後、郡区町村編制法の施行に伴い、大区小区制は廃止され、明治11年（1878年）11月2日、東京府下に15区6郡が置かれた。新宿区の前身にあたる3区のうち四谷区と牛込区はこの時設置された。明治22年（1889年）、市制・町村制が施行され、同年5月1日、東京市が成立。四谷区と牛込区は東京市の区となった。大正9年（1920年）、豊多摩郡内藤新宿町が四谷区に編入された。
淀橋区は、昭和7年（1932年）、東京市が周辺の5郡82町村を編入し、いわゆる「大東京市」となった時に成立したもので、もとは豊多摩郡大久保町、戸塚町、落合町、淀橋町であった。
昭和18年（1943年）7月1日、東京府と東京市が廃止されて、新たに東京都が置かれ、四谷区、牛込区、淀橋区を含む35区は東京都直轄の区となった。昭和22年（1947年）3月15日、前述のとおり、これら3区が合併して新宿区となった。
新宿区では、昭和40年（1965年）から住居表示が実施されているが、平成22年（2010年）現在、住居表示未実施の区域が多く残っている。ただし、旧四谷区の区域では、昭和18年（1943年）に大規模な町名町界整理が実施され、明治時代初期に存在した町名は大部分が失われている。
旧町名は、江戸時代以来の名称を引き継ぐものも多かったが、明治時代初期に新たに起立した町名も多かった。「○○屋敷」「○○町代地」「○○寺門前」といった、旧幕府時代の伝統を引き継ぐ小規模な町は、明治2年（1869年）前後に数か町が合併されて、新たな町名を付した例が多い。また、明治5年（1872年）には武家地、寺社地など、それまで町名のなかった土地に新たに町名を付した。こうした町名設置は、おもに戸籍整備上の必要性から実施されたものである。

## 旧四谷区の町名

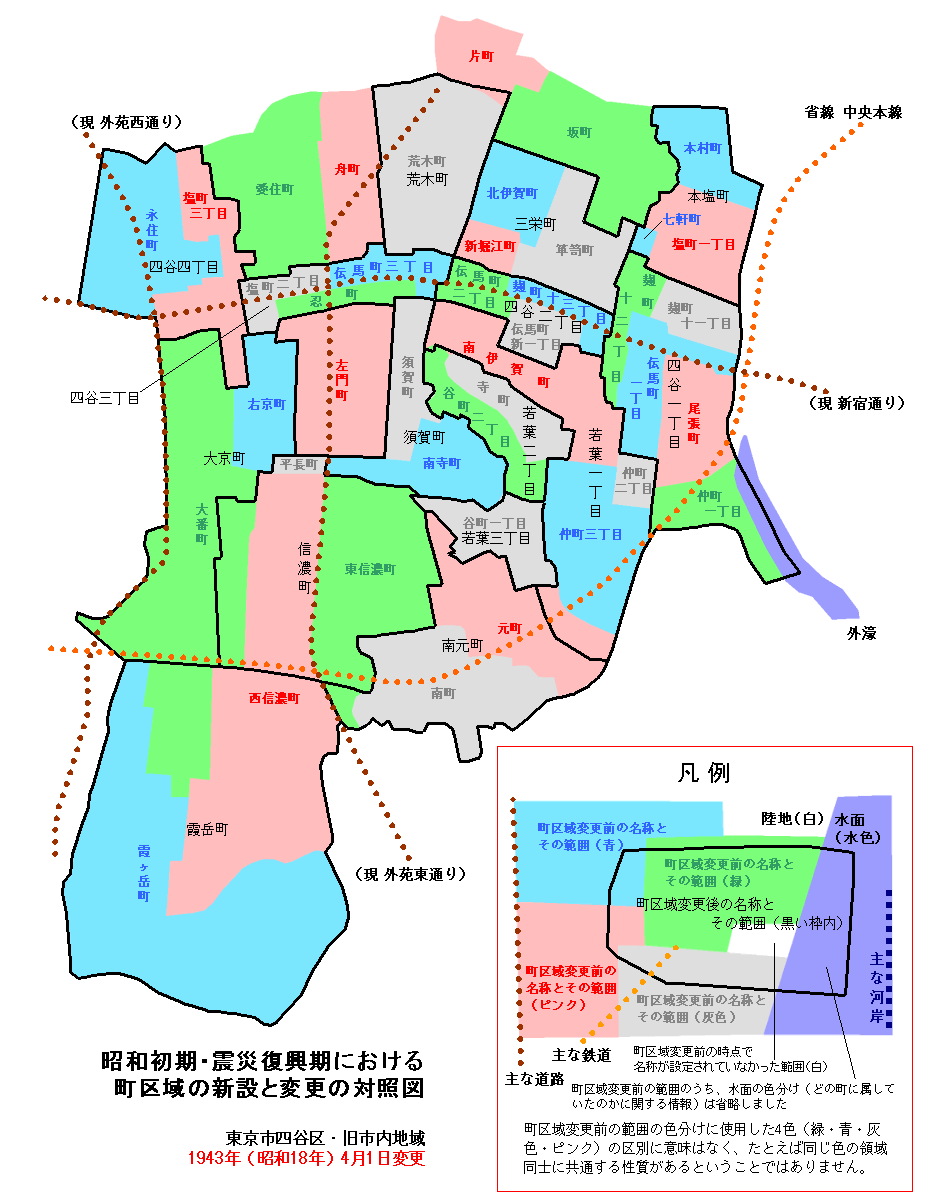
旧四谷区の町名（1943年の町名整理前と後）

### 発足時の町名
明治11年（1878年）の四谷区成立時の町丁数は41であった。翌明治12年（1879年）、千駄ヶ谷大番町など千駄ヶ谷地区8ヶ町が四谷区から分離して南豊島郡千駄ヶ谷村と合併するが、当該区域の一部は10年後の明治22年（1889年）、千駄ヶ谷村から四谷区へ再編入されている。大正9年（1920年）、南豊島郡内藤新宿町が四谷区に編入され、区の領域が大幅に拡大された。以上のように四谷区の区域はたびたび変動している。また、昭和18年（1943年）に実施された町名改正により多くの旧町名が改廃されている（以上の変更の詳細は後述）。下表は区成立当初に存在した41町丁の一覧である。
冠称について
「四谷」を冠称する町名については、明治44年（1911年）5月1日に冠称を廃止している（例：四谷区四谷尾張町→四谷区尾張町）。同時に「鮫河橋」及び「元鮫河橋」を冠称する町名も冠称の廃止や町名変更が行われた（例：四谷区元鮫河橋町→四谷区元町）。
| 町名（1878年現在） | 成立年 | 廃止年                       | 現町名           | 備考 |
| ------------------ | ------ | ---------------------------- | ---------------- | --- |
| 四谷伝馬町一丁目   | 江戸期 | 1943                         | 四谷1            | |
| 四谷伝馬町二丁目   | 江戸期 | 1943                         | 四谷2            | |
| 四谷伝馬町三丁目   | 江戸期 | 1943                         | 四谷3            | |
| 四谷忍町           | 江戸期 | 1943                         | 四谷3            | |
| 四谷塩町一丁目     | 江戸期 | 1943                         | 四谷本塩町       | 2017年9月19日「本塩町」を改称。 |
| 四谷塩町二丁目     | 江戸期 | 1943                         | 四谷3            | |
| 四谷塩町三丁目     | 江戸期 | 1943                         | 四谷4            | |
| 四谷箪笥町         | 江戸期 | 1943                         | 四谷三栄町       | 2018年8月13日「三栄町」を改称。 |
| 四谷坂町           | 江戸期 | 現存                         |                  | 2015年7月21日「坂町」を改称。 |
| 四谷南伊賀町       | 1872   | 1943                         | 若葉1            | |
| 四谷北伊賀町       | 1871   | 1943                         | 四谷三栄町       | 2018年8月13日「三栄町」を改称。 |
| 四谷新堀江町       | 江戸期 | 1943                         | 四谷三栄町       | 2018年8月13日「三栄町」を改称。 |
| 四谷荒木町         | 1872   | 現存（「四谷」の冠称は廃止） |                  | |
| 四谷舟町           | 1872   | 現存（「四谷」の冠称は廃止） |                  | |
| 四谷愛住町         | 1872   | 現存（「四谷」の冠称は廃止） |                  | |
| 四谷尾張町         | 1869   | 1943                         | 四谷1            | |
| 四谷仲町一丁目     | 江戸期 | 1943                         | 四谷1            | |
| 四谷仲町二丁目     | 江戸期 | 1943                         | 若葉1            | |
| 四谷仲町三丁目     | 江戸期 | 1943                         | 若葉1            | |
| 四谷寺町           | 1872   | 1943                         | 若葉2            | |
| 四谷南寺町         | 1872   | 1943                         | 須賀町           | |
| 四谷伝馬町新一丁目 | 江戸期 | 1943                         | 四谷2            | |
| 四谷須賀町         | 1872   | 現存（「四谷」の冠称は廃止） |                  | |
| 四谷左門町         | 1872   | 現存（「四谷」の冠称は廃止） |                  | |
| 四谷東信濃町       | 1872   | 1943                         | 信濃町、南元町   | |
| 四谷右京町         | 1872   | 1943                         | 大京町           | |
| 四谷大番町         | 1872   | 1943                         | 大京町           | 1889年、千駄ヶ谷村の一部（字大番町・池尻）を当町に編入。字池尻は現行の大京町の南西部（31番地付近）にあたる。 |
| 四谷平長町         | 1869   | 1943                         | 左門町           | |
| 四谷永住町         | 1872   | 1943                         | 四谷4            | 1891年、内藤新宿添地町の飛地を編入 |
| 鮫河橋谷町一丁目   | 1872   | 1943                         | 若葉3            | 1911年、谷町一丁目に改称。鮫河橋（さめがはし）は、近世の当地域の汎称地名。 |
| 鮫河橋谷町二丁目   | 1872   | 1943                         | 若葉2            | 1911年、谷町二丁目に改称 |
| 元鮫河橋町         | 1878   | 1943                         | 南元町、若葉1    | 1911年、元町に改称 |
| 元鮫河橋南町       | 江戸期 | 1943                         | 南元町           | 1911年、南町に改称 |
| 千駄ヶ谷一丁目     | 1872   | 1879                         | 霞ヶ丘町         | 1872年までは豊島郡千駄ヶ谷町。同年千駄ヶ谷一〜三丁目に再編。1878年四谷区に所属。1879年、四谷区から分離し千駄ヶ谷村のうちとなる。当該地は1889年千駄ヶ谷村から四谷区へ再編入。現行町名の渋谷区千駄ヶ谷一丁目とは区域が異なる。 |
| 千駄ヶ谷二丁目     | 1872   | 1879                         | 渋谷区千駄ヶ谷   | 1872年までは豊島郡千駄ヶ谷町。同年千駄ヶ谷一〜三丁目に再編。1878年四谷区に所属。1879年、四谷区から分離し千駄ヶ谷村のうちとなる。現行町名の渋谷区千駄ヶ谷二丁目とは区域が異なる。                                             |
| 千駄ヶ谷三丁目     | 1872   | 1879                         | 渋谷区千駄ヶ谷   | 1872年までは豊島郡千駄ヶ谷町。同年千駄ヶ谷一〜三丁目に再編。1878年四谷区に所属。1879年、四谷区から分離し千駄ヶ谷村のうちとなる。現行町名の渋谷区千駄ヶ谷三丁目とは区域が異なる。                                             |
| 千駄ヶ谷仲町一丁目 | 1872頃 | 1879                         | 渋谷区千駄ヶ谷   | もとは豊島郡千駄ヶ谷村のうち。明治初年に町名起立。1878年四谷区に所属。1879年、四谷区から分離し千駄ヶ谷村のうちとなる。 |
| 千駄ヶ谷仲町二丁目 | 1872頃 | 1879                         | 渋谷区千駄ヶ谷   | もとは豊島郡千駄ヶ谷村のうち。明治初年に町名起立。1878年四谷区に所属。1879年、四谷区から分離し千駄ヶ谷村のうちとなる。 |
| 千駄ヶ谷大番町     | 江戸期 | 1879                         | 大京町、霞ヶ丘町 | 1878年四谷区に所属。1879年、四谷区から分離し千駄ヶ谷村のうちとなる。当該地は1889年千駄ヶ谷村から四谷区へ再編入。現行の大京町の南部及び霞ヶ丘町の北部にあたる。                                                               |
| 千駄ヶ谷西信濃町   | 1872   | 1879                         | 信濃町、霞ヶ丘町 | もとは豊島郡千駄ヶ谷村のうち。1872年に町名起立。1878年四谷区に所属。1879年、四谷区から分離し千駄ヶ谷村のうちとなる。当該地は1889年千駄ヶ谷村から四谷区へ再編入。現行の信濃町の西部及び霞ヶ丘町の北東部にあたる。             |
| 千駄ヶ谷甲賀町     | 1872   | 1879                         | 霞ヶ丘町         | もとは豊島郡千駄ヶ谷村のうち。1872年に町名起立。1878年四谷区に所属。1879年、四谷区から分離し千駄ヶ谷村のうちとなる。当該地は1889年千駄ヶ谷村から四谷区へ再編入。現行の霞ヶ丘町の東南部にあたる。                             |

四谷区成立以後、明治22年（1889年）の東京市制施行までの間には以下の変更があった。
- 明治12年（1879年）、千駄ヶ谷一〜三丁目、千駄ヶ谷仲町一・二丁目、千駄ヶ谷大番町、千駄ヶ谷西信濃町、千駄ヶ谷甲賀町の8町が四谷区から分離し、千駄ヶ谷村と合併する。なお、この時千駄ヶ谷村と合併した町域の一部は10年後の明治22年（1889年）、四谷区に再編入された。
- 明治12年（1879年）、牛込区市ヶ谷七軒町を四谷区へ編入、四谷七軒町となる。
- 明治13年（1880年）、麹町区麹町十一〜十三丁目を四谷区へ編入。
- 明治13年（1880年）、牛込区市ヶ谷片町と市ヶ谷本村町（一部）を四谷区に編入、四谷片町及び本村町（冠称なし）となる。
- 明治22年（1889年）、千駄ヶ谷村の一部（字大番町・西信濃町・甲賀町・池尻・霞岳・川向・火薬庫前）を再び四谷区へ編入。千駄ヶ谷地区の町・字の所属変更については複雑なので、以下に項を改めて述べる。

### 千駄ヶ谷地区の変遷
千駄ヶ谷地区は近世には豊島郡野方領千駄ヶ谷村と呼ばれたが、一部地区は近世から町地化して千駄ヶ谷町、千駄ヶ谷大番町と称し、町奉行支配下にあった。千駄ヶ谷町は明治5年（1872年）に再編されて千駄ヶ谷一〜三丁目と改称。また、千駄ヶ谷村の一部から明治初年に千駄ヶ谷仲町一・二丁目、明治5年に千駄ヶ谷甲賀町、千駄ヶ谷西信濃町が成立している。こうして、明治5年の時点では千駄ヶ谷村と千駄ヶ谷一〜三丁目、千駄ヶ谷仲町一・二丁目、千駄ヶ谷大番町、千駄ヶ谷甲賀町、千駄ヶ谷西信濃町の1村8町が存在した。明治11年（1878年）の郡区町村制施行時には千駄ヶ谷村は南豊島郡に、千駄ヶ谷一〜三丁目以下8町は四谷区に、それぞれ属した。翌明治12年（1879年）、千駄ヶ谷一〜三丁目以下8町は四谷区から分離して千駄ヶ谷村と合併し、新しい千駄ヶ谷村となった。これに伴い千駄ヶ谷一〜三丁目、千駄ヶ谷仲町一・二丁目の町名は消滅、大番町、甲賀町、西信濃町は千駄ヶ谷村の字名となった。
明治22年（1889年）5月1日の市制町村制施行時、四谷区と南豊島郡の境界を再度変更。千駄ヶ谷村の7字（大番町・西信濃町・甲賀町・池尻・霞岳・川向・火薬庫前）が再度四谷区に編入され、同村の残余は原宿村、隠田村と合併して新たな千駄ヶ谷村となった（現・渋谷区のうち）。明治22年に千駄ヶ谷村から四谷区に再編入された7字は大部分が陸軍練兵場敷地で、明治11年時点の千駄ヶ谷一丁目、千駄ヶ谷大番町、千駄ヶ谷西信濃町、千駄ヶ谷甲賀町に相当する。明治24年（1891年）3月18日、字霞岳・川向・甲賀町の区域をもって四谷霞岳町が成立、字西信濃町・火薬庫前の区域をもって四谷西信濃町が成立、字大番町・池尻は四谷大番町に編入された。これらは現行の霞ヶ丘町、信濃町（西部）、大京町（南部）にあたる。なお、明治11年時点の千駄ヶ谷二・三丁目および千駄ヶ谷仲町一・二丁目に該当する区域は千駄ヶ谷村のうちにとどまり、現行の渋谷区千駄ヶ谷一〜六丁目、代々木一丁目などになっている。
以下は、四谷区成立以後、明治24年（1891年）までに隣接の区・町・村からの編入により成立した町である。これら9町の成立により、四谷区の町丁数は差引42となった。
| 町名（1891年現在） | 成立年 | 廃止年                                       | 現町名                         | 備考 |
| ------------------ | ------ | -------------------------------------------- | ------------------------------ | --- |
| 四谷七軒町         | 江戸期 | 1943                                         | 四谷本塩町                     | もと市ヶ谷七軒町、1879年牛込区より編入、四谷七軒町に改称 |
| 四谷片町           | 江戸期 | 現存（「四谷」の冠称は廃止）                 | 片町、荒木町、住吉町           | もと市ヶ谷片町、1880年牛込区より編入。1943、一部が荒木町に編入。 |
| 本村町             | 1880   | 1943                                         | 四谷本塩町                     | もと牛込区市ヶ谷本村町の一部、1880年編入。 |
| 麹町十一丁目       | 江戸期 | 1943                                         | 四谷1                          | 1880年麹町区から編入 |
| 麹町十二丁目       | 江戸期 | 1943                                         | 四谷1                          | 同上 |
| 麹町十三丁目       | 江戸期 | 1943                                         | 四谷2                          | 同上 |
| 四谷西信濃町       | 1891   | 1943                                         | 信濃町                         | 1889年千駄ヶ谷村から四谷区へ編入された区域のうち字西信濃町の区域。1891年、四谷西信濃町の町名を設定。 |
| 四谷霞ヶ岳町       | 1891   | 現存（ごく一部が存続、「四谷」の冠称は廃止） | 2003年、大部分が霞ヶ丘町に変更 | 町名読み方は「よつやかすみがおかまち」。1889年千駄ヶ谷村から四谷区へ編入された区域のうち字霞岳・川向・甲賀町の区域。1891年、四谷霞ヶ岳町の町名を設定。字川向は現行の霞ヶ丘町南西部の明治公園付近、字甲賀町は現行の霞ヶ丘町南東部の神宮球場付近。1943年町名・町界整理に伴い西信濃町及び大番町の各一部を併せ霞岳町へ変更。 |
| 四谷内藤町         | 1891   | 現存（「四谷」の冠称は廃止）                 | 内藤町                         | もと内藤新宿町大字内藤新宿一丁目の一部、1891年に四谷内藤町の町名設定 |

### 内藤新宿町
内藤新宿は甲州街道の宿駅で、西から東へ上町、仲町、下町があった。明治2年（1869年）、上町、仲町、下町はそれぞれ内藤新宿三丁目、二丁目、一丁目と改称。同年には他に内藤新宿北町、内藤新宿番衆町、内藤新宿北裏町、内藤新宿南町、内藤新宿添地町が成立した。明治22年（1889年）の市制町村制施行時、これら8町（内藤新宿添地町の飛地を除く）は合併して南豊島郡内藤新宿町となり、8町は内藤新宿町の大字となった。同時に内藤新宿添地町の飛地が南豊島郡淀橋町大字角筈に編入された。
明治24年（1891年）、内藤新宿一丁目の一部（字大木戸）が四谷区に編入され四谷内藤町となり、同時に添地町の飛地が四谷永住町に編入となった。
大正9年（1920年）、南豊島郡内藤新宿町は四谷区に編入された。内藤新宿町の8大字は新宿一・二・三丁目、旭町、番衆町、三光町、花園町の7町に編成され、内藤新宿一丁目の一部は内藤町に編入された。内藤新宿町編入時に成立した7町は以下のとおり。
| 町名（1920年現在） | 成立年 | 廃止年               | 現町名              | 備考                                                             |
| ------------------ | ------ | -------------------- | ------------------- | ---------------------------------------------------------------- |
| 新宿一丁目         | 1920   | 1973再編、町名は存続 | 新宿1・2            | もと内藤新宿町大字内藤新宿一丁目・内藤新宿北裏町の各一部         |
| 新宿二丁目         | 1920   | 1973再編、町名は存続 | 新宿2・3・5         | もと内藤新宿町大字内藤新宿二丁目・内藤新宿北町の各全域           |
| 新宿三丁目         | 1920   | 1973再編、町名は存続 | 新宿3・5、歌舞伎町1 | もと内藤新宿町大字内藤新宿三丁目の全域、大字内藤新宿添地町の一部 |
| 旭町               | 1920   | 1947                 | 新宿4               | もと内藤新宿町大字内藤新宿南町。1947旭町を新宿四丁目に改称。     |
| 三光町             | 1920   | 1978                 | 新宿5、歌舞伎町1    | もと内藤新宿町大字内藤新宿北裏町の一部                           |
| 花園町             | 1920   | 1973                 | 新宿1、富久町       | もと内藤新宿町大字内藤新宿北裏町の一部                           |
| 番衆町             | 1920   | 1978                 | 新宿5               | もと内藤新宿町大字内藤新宿番衆町の全域、大字内藤新宿北裏町の一部 |

### 1943年の町名・町界整理
1943年、四谷区北部の坂町・舟町・愛住町及び新宿地区を除くほぼ全域で大規模な町名及び町界整理が実施され、これに伴い江戸期以来の町名が多数消滅し現在まで続く町域・町名となった。
| 町名整理後 | 町名整理前                                                   | 備考 |
| ---------- | ------------------------------------------------------------ | ---- |
| 四谷一丁目 | 尾張町・伝馬町一丁目・麹町十一丁目・麹町十二丁目・仲町一丁目 |      |
| 四谷二丁目 | 伝馬町新一丁目・伝馬町二丁目・麹町十三丁目                   |      |
| 四谷三丁目 | 伝馬町三丁目・忍町・塩町二丁目                               |      |
| 四谷四丁目 | 塩町三丁目・永住町                                           |      |
| 本塩町     | 本村町・七軒町・塩町一丁目                                   |      |
| 三栄町     | 箪笥町・北伊賀町・新堀江町                                   |      |
| 荒木町     | 荒木町・片町の一部                                           |      |
| 須賀町     | 須賀町・南寺町                                               |      |
| 若葉一丁目 | 南伊賀町・仲町二丁目・仲町三丁目・元町の一部                 |      |
| 若葉二丁目 | 寺町・谷町二丁目                                             |      |
| 若葉三丁目 | 谷町一丁目                                                   |      |
| 南元町     | 元町の大部分・南町・東信濃町の一部                           |      |
| 信濃町     | 東信濃町の大部分・西信濃町の北部・大番町の一部・平長町       |      |
| 大京町     | 右京町・大番町の大部分                                       |      |
| 霞岳町     | 霞ヶ岳町・西信濃町の南部・大番町の一部                       |      |

## 旧牛込区の町名

### 発足時の町名
牛込区には明治11年（1878年）の区成立の時点では79か町が存在した（「一丁目」「二丁目」等はそれぞれを1町と数える）。区成立以降、東京市成立（明治22年・1889年）までの主な変更は以下のとおりである。
- 牛込早稲田北町 - 明治5年（1872年）成立、明治12年（1879年）牛込早稲田町へ編入。
- 牛込三十人町 - 明治6年（1873年）一部を若松町へ編入。残余は明治12年（1879年）牛込原町三丁目へ編入。
- 新小川町一〜三丁目 - 明治13年（1880年）小石川区から牛込区へ編入。
- 市ヶ谷七軒町 - 明治12年（1879年）四谷区へ編入、四谷七軒町に改称。
- 市ヶ谷片町 - 明治13年（1880年）四谷区へ編入、四谷片町に改称。
- 市ヶ谷田町四丁目 - 明治14年（1881年）市ヶ谷本村町へ編入。
- 早稲田村 - 明治22年（1889年）牛込区へ編入。明治24年（1891年）早稲田鶴巻町に改称。

以上により、明治24年（1891年）時点での牛込区内の町丁数は差引78であった。下表には河岸地名1所（神楽河岸）を含む79か町を収録した。
旧牛込区の地域では、震災復興に伴う町名改正は実施されず、住居表示に関する法律に基づく住居表示の整備も昭和50年（1975年）までが実施されていなかった。同年以降、一部地域で住居表示が実施されているが、新町名・町域の設定に際しては基本的に従前の町名が継承されている。
冠称について
「牛込」及び「大久保」を冠称する町名については、明治44年（1911年）5月1日に冠称が廃止され（例：牛込区牛込白銀町→牛込区白銀町）、「市ヶ谷」は「市谷」へ変更された。また、一部町名の簡素化も実施されている（例：市ヶ谷薬王寺前町→市谷薬王寺町）。
| 町名（1891年現在）   | 成立年 | 廃止年                       | 変更後町名       | 備考 |
| -------------------- | ------ | ---------------------------- | ---------------- | --- |
| 市ヶ谷田町一丁目     | 江戸期 | 存続                         |                  | |
| 市ヶ谷田町二丁目     | 江戸期 | 存続                         |                  | |
| 市ヶ谷田町三丁目     | 江戸期 | 存続                         |                  | |
| 市ヶ谷本村町         | 江戸期 | 存続                         |                  | 1880年当町の一部を四谷区へ編入。1881年市ヶ谷田町四丁目（現・市谷本村町1番街区及び2番街区東部）を編入。                   |
| 市ヶ谷船河原町       | 江戸期 | 存続                         |                  | |
| 市ヶ谷砂土原町一丁目 | 1872   | 存続                         |                  | |
| 市ヶ谷砂土原町二丁目 | 1872   | 存続                         |                  | |
| 市ヶ谷砂土原町三丁目 | 1872   | 存続                         |                  | |
| 市ヶ谷左内坂町       | 江戸期 | 「市谷左内町」として存続     |                  | 1911年市谷左内町に改称                                                                                                   |
| 市ヶ谷長延寺谷町     | 江戸期 | 「市谷長延寺町」として存続   |                  | 1911年市谷長延寺町に改称                                                                                                 |
| 市ヶ谷鷹匠町         | 1871   | 存続                         |                  | |
| 市ヶ谷八幡町         | 江戸期 | 存続                         |                  | |
| 市ヶ谷加賀町一丁目   | 1872   | 存続                         |                  | 1984年住居表示実施に伴い周囲の町との境界変更                                                                             |
| 市ヶ谷加賀町二丁目   | 1872   | 存続                         |                  | 同上 |
| 市ヶ谷甲良町         | 1869   | 存続                         |                  | 1990年住居表示実施に伴い周囲の町との境界変更                                                                             |
| 市ヶ谷山伏町         | 1872   | 存続                         |                  | 1990年住居表示実施に伴い周囲の町との境界変更                                                                             |
| 市ヶ谷柳町           | 江戸期 | 存続                         |                  | |
| 市ヶ谷薬王寺前町     | 江戸期 | 「市谷薬王寺町」として存続   |                  | 1911年市谷薬王寺町に改称。2023年住居表示実施に伴い周囲の町との境界変更                                                   |
| 市ヶ谷谷町           | 江戸期 | 1952                         | 市谷台町、住吉町 | 1922年一部（市ヶ谷刑務所部分）が市ヶ谷台町となり分立。1952年市谷谷町が住吉町と改称。                                     |
| 市ヶ谷冨久町         | 1869   | 「富久町」として存続         |                  | 1983年住居表示実施に伴い「市谷」の冠称廃止及び富久町へ表記変更し周囲の町と境界変更。旧市谷冨久町の一部は2002年まで存続。 |
| 市ヶ谷仲之町         | 1871   | 存続                         |                  | 住居表示実施に伴い周囲の町との境界変更                                                                                   |
| 市ヶ谷河田町         | 1872   | 「河田町」として存続         |                  | 住居表示実施に伴い「市谷」の冠称廃止、周囲の町との境界変更。元牛込村字川田窪。                                           |
| 牛込神楽町一丁目     | 1869   | 1951                         | 神楽坂1          | |
| 牛込神楽町二丁目     | 1869   | 1951                         | 神楽坂2          | |
| 牛込神楽町三丁目     | 1869   | 1951                         | 神楽坂3          | |
| 牛込上宮比町         | 1872   | 1951                         | 神楽坂4          | |
| 牛込下宮比町         | 1872   | 存続（「牛込」の冠称廃止）   |                  | 1988年住居表示実施に伴い周囲の町との境界変更                                                                             |
| 牛込揚場町           | 江戸期 | 存続（「牛込」の冠称廃止）   |                  | 1988年住居表示実施に伴い周囲の町との境界変更                                                                             |
| 牛込津久土前町       | 江戸期 | 「津久戸町」として存続       |                  | 1988年住居表示実施に伴い周囲の町との境界変更                                                                             |
| 牛込筑土八幡町       | 1869   | 存続（「牛込」の冠称廃止）   |                  | 1988年住居表示実施に伴い周囲の町との境界変更                                                                             |
| 牛込赤城元町         | 1872   | 存続（「牛込」の冠称廃止）   |                  | |
| 牛込赤城下町         | 1872   | 存続（「牛込」の冠称廃止）   |                  | 1989年住居表示実施に伴い周囲の町との境界変更                                                                             |
| 牛込白銀町           | 江戸期 | 存続（「牛込」の冠称廃止）   |                  | 1988年住居表示実施に伴い周囲の町との境界変更                                                                             |
| 牛込築地町           | 1872   | 存続（「牛込」の冠称廃止）   |                  | |
| 牛込肴町             | 江戸期 | 1951                         | 神楽坂5          | |
| 牛込通寺町           | 江戸期 | 1951                         | 神楽坂6          | |
| 牛込天神町           | 江戸期 | 存続（「牛込」の冠称廃止）   |                  | |
| 牛込中里町           | 江戸期 | 存続（「牛込」の冠称廃止）   |                  | |
| 牛込榎町             | 江戸期 | 存続（「牛込」の冠称廃止）   |                  | |
| 牛込東榎町           | 1872   | 存続（「牛込」の冠称廃止）   |                  | |
| 牛込南榎町           | 1872   | 存続（「牛込」の冠称廃止）   |                  | |
| 牛込早稲田町         | 江戸期 | 存続（「牛込」の冠称廃止）   |                  | |
| 牛込早稲田南町       | 1872   | 存続（「牛込」の冠称廃止）   |                  | |
| 牛込馬場下町         | 江戸期 | 存続（「牛込」の冠称廃止）   |                  | 1880年下戸塚村の一部を編入。                                                                                             |
| 牛込細工町           | 江戸期 | 存続（「牛込」の冠称廃止）   |                  | 1990年住居表示実施に伴い周囲の町との境界変更                                                                             |
| 牛込納戸町           | 江戸期 | 存続（「牛込」の冠称廃止）   |                  | 1872年年市ヶ谷平山町を編入                                                                                               |
| 牛込二十騎町         | 1871   | 存続（「牛込」の冠称廃止）   |                  | 1990年住居表示実施に伴い周囲の町との境界変更                                                                             |
| 牛込南山伏町         | 1872   | 存続（「牛込」の冠称廃止）   |                  | 1990年住居表示実施に伴い周囲の町との境界変更                                                                             |
| 牛込北山伏町         | 1872   | 存続（「牛込」の冠称廃止）   |                  | 1990年住居表示実施に伴い周囲の町との境界変更                                                                             |
| 牛込袋町             | 江戸期 | 存続（「牛込」の冠称廃止）   |                  | |
| 牛込払方町           | 江戸期 | 存続（「牛込」の冠称廃止）   |                  | |
| 牛込南町             | 1872   | 存続（「牛込」の冠称廃止）   |                  | |
| 牛込仲町             | 1872   | 「中町」として存続           |                  | |
| 牛込北町             | 1872   | 存続（「牛込」の冠称廃止）   |                  | |
| 牛込原町一丁目       | 江戸期 | 存続（「牛込」の冠称廃止）   |                  | |
| 牛込原町二丁目       | 江戸期 | 存続（「牛込」の冠称廃止）   |                  | |
| 牛込原町三丁目       | 江戸期 | 存続（「牛込」の冠称廃止）   |                  | 1982年一部が若松町となる。                                                                                               |
| 牛込若松町           | 江戸期 | 存続（「牛込」の冠称廃止）   |                  | 1880年下戸塚村の一部を編入。1982年住居表示実施に伴い原町三丁目の一部を編入したほか、周囲の町との境界変更                 |
| 牛込喜久井町         | 1869   | 存続（「牛込」の冠称廃止）   |                  | |
| 牛込下戸塚町         | 1872   | 1923                         | 戸山1〜3         | 1923年破損町と合併し戸山町となる（現・戸山1〜3）。                                                                       |
| 牛込破損町           | 江戸期 | 1923                         | 戸山1            | 1923年下戸塚町と合併し戸山町となる（現・戸山1）。                                                                        |
| 牛込高田町           | 1869   | 1975                         | 西早稲田2        | |
| 牛込矢来町           | 1872   | 存続（「牛込」の冠称廃止）   |                  | |
| 牛込弁天町           | 1872   | 存続（「牛込」の冠称廃止）   |                  | |
| 牛込若宮町           | 江戸期 | 存続（「牛込」の冠称廃止）   |                  | |
| 牛込岩戸町           | 江戸期 | 存続（「牛込」の冠称廃止）   |                  | |
| 牛込箪笥町           | 江戸期 | 存続（「牛込」の冠称廃止）   |                  | |
| 牛込横寺町           | 江戸期 | 存続（「牛込」の冠称廃止）   |                  | |
| 新小川町一丁目       | 1872   | 存続（丁目廃止）             |                  | 1880年小石川区より編入。1982年住居表示実施に伴い「丁目」を廃止、周囲の町との境界変更。                                   |
| 新小川町二丁目       | 1872   | 存続（丁目廃止）             |                  | 同上 |
| 新小川町三丁目       | 1872   | 存続（丁目廃止）             |                  | 同上 |
| 牛込東五軒町         | 1872   | 存続（「牛込」の冠称廃止）   |                  | 1982年住居表示実施に伴い周囲の町との境界変更。                                                                           |
| 牛込西五軒町         | 1872   | 存続（「牛込」の冠称廃止）   |                  | 1989年住居表示実施に伴い周囲の町との境界変更。                                                                           |
| 牛込改代町           | 江戸期 | 存続（「牛込」の冠称廃止）   |                  | |
| 牛込水道町           | 江戸期 | 存続（「牛込」の冠称廃止）   |                  | |
| 牛込山吹町           | 1872   | 存続（「牛込」の冠称廃止）   |                  | |
| 大久保余丁町         | 1872   | 存続（「大久保」の冠称廃止） |                  | 1986年住居表示実施に伴い周囲の町との境界変更。                                                                           |
| 早稲田鶴巻町         | 1891   | 存続                         |                  | もと早稲田村。1889年牛込区に編入、1891年現町名に改称。1979年に中里村を、1885年に牛込村を編入。                           |
| 神楽河岸             | 不明   | 存続                         |                  | 1983年神楽河岸と千代田区飯田橋四丁目の境界変更（等面積交換）。1988年住居表示実施に伴い周囲の町との境界変更。             |

## 旧淀橋区の町名
新宿区の前身3区のうち、四谷区と牛込区は明治11年（1878年）、郡区町村編制法施行時の成立であるが、淀橋区はそれから半世紀以上後の昭和7年（1932年）、東京市域拡大時に新設された20区のうちの1つである。淀橋区が存続したのは昭和22年（1947年）までの15年間のみであった。

### 旧町村名
淀橋区の区域は近世には豊島郡野方領のうちで、東大久保村、西大久保村、上落合村、下落合村、葛ヶ谷村（くずがやむら）、柏木村、角筈村（つのはずむら）、戸塚村、下戸塚村、源兵衛村、諏訪村、東大久保砂利取場跡新田、大久保新田などの村があった。柏木村のうち青梅街道沿いの地区は早くから町地化し、柏木成子町、柏木淀橋町と称して町奉行管轄地となっていた。これらの町村は幕末から明治時代にかけて以下のような経過をたどっている。
- 幕末（正確な時期不明） - 大久保新田が消滅（戸塚村のうち）。
- 幕末（正確な時期不明） - 柏木成子町、柏木淀橋町は柏木村の字（あざ）となる（現行の西新宿五・六・八丁目、北新宿二丁目付近）。
- 明治元年（1868年） - 戸塚村、下戸塚村、源兵衛村は東京府に所属。その他の村は武蔵知県事の支配を経て明治2年（1869年）品川県に所属。
- 明治4年（1871年） - 品川県が廃止され、あらためて東京府を設置。品川県に属していた東大久保村、西大久保村、上落合村、下落合村、葛ヶ谷村、柏木村、角筈村、諏訪村、東大久保砂利取場跡新田は東京府所属となる。
- 明治6年（1873年） - 東大久保砂利取場跡新田を東大久保村に編入。同新田はその名のとおり近世には砂利取り場だったところで、現行の新宿七丁目付近にあたる。
- 明治7年（1874年） - 東大久保村の一部が東大久保町として分離する。ただし、明治12年（1879円）、再び東大久保村に編入され、同村の字東大久保町となる。同町は現行の新宿五・六丁目付近にあたる。
- 明治7年（1874年） - 大久保百人町が成立。当地は西大久保村の西に位置し、近世には大久保百人組大縄屋敷、百人組大縄給地、百人組同心大縄地などと称された同心屋敷地であった。百人組とは、江戸城と将軍の警備を担当していた鉄砲百人組のことである。

明治11年（1878年）、郡区町村編制法施行に伴い、当地区は南豊島郡のうちとなる。明治22年（1889年）市制町村制施行に伴い、町村の廃置分合が実施され、新たに南豊島郡戸塚村、落合村、大久保村、淀橋町が成立。これら1町3村の区域が後の淀橋区になった。なお、明治29年（1896年）には南豊島郡と東多摩郡を統合して豊多摩郡となり、上記1町3村は同郡の所属となった。該当地区の新旧の町村名は以下のとおりである。
- 戸塚村 - （旧）戸塚村、下戸塚村[3]、源兵衛村、諏訪村、西大久保村飛地、高田村飛地
- 落合村 - 上落合村、下落合村[4]、葛ヶ谷村
- 大久保村 - 東大久保村、西大久保村、大久保百人町、諏訪村飛地
- 淀橋町 - 角筈村、柏木村、内藤新宿添地町飛地

上記1町3村のうち、大久保村は大正元年（1912年）、戸塚村は大正3年（1914年）、落合村は大正13年（1924年）に町制を施行し、大久保町、戸塚町、落合町となった。昭和7年（1932年）、大久保町、戸塚町、落合町、淀橋町の区域をもって淀橋区が設置され、同区は昭和22年（1947年）の新宿区成立までの期間、存続した。
| 町村名・大字名       | 小字名                             | 淀橋区町名（1932年成立） | 現行町名                                       | 備考 |
| -------------------- | ---------------------------------- | ------------------------ | ---------------------------------------------- | --- |
| 大久保村大字東大久保 | 上ケ地、砂利場、天神前、高場       | 東大久保2                | 新宿、余丁町                                   | |
| 大久保村大字東大久保 | 前田甫、東大久保町                 | 東大久保1                | 新宿                                           | |
| 大久保村大字東大久保 | 新田裏、角筈裏                     | 東大久保3                | 歌舞伎町、新宿                                 | 東大久保村の一部であるが、西大久保村より西側に位置していた。字角筈裏は現在の大久保病院付近、字新田裏は現・歌舞伎町一丁目の北部。 |
| 大久保村大字西大久保 | 北裏                               | 西大久保3・4             | 大久保、戸山                                   | |
| 大久保村大字西大久保 | 仲通                               | 西大久保2                | 大久保                                         | |
| 大久保村大字西大久保 | 南裏                               | 西大久保1                | 歌舞伎町、新宿、大久保（道路のみ）             | |
| 大久保村大字百人町   | 南通                               | 百人町1                  | 西新宿、歌舞伎町                               | |
| 大久保村大字百人町   | 仲通                               | 百人町2                  | 百人町                                         | |
| 大久保村大字百人町   | 仲通北側                           | 百人町3                  | 百人町                                         | |
| 大久保村大字百人町   | 北通                               | 百人町4                  | 百人町、大久保                                 | |
| 戸塚村大字戸塚       | 清水川、宮田、稲荷前               | 戸塚町3                  | 高田馬場、下落合、百人町、大久保（線路のみ）   | |
| 戸塚村大字戸塚       | 久保田、上ノ台、伊勢原、川向       | 戸塚町4                  | 百人町、高田馬場                               | |
| 戸塚村大字戸塚       | 馬場崎、馬尿川                     | 戸塚町2                  | 西早稲田、高田馬場                             | 大字源兵衛うちにあった戸塚の飛地                                                                                                 |
| 戸塚村大字下戸塚     | 稲荷前、石田前、三島、荒井山、松原 | 戸塚町1                  | 西早稲田                                       | |
| 戸塚村大字源兵衛     | バッケ下、秣川、元高田向芝原       | 戸塚町2                  | 西早稲田、高田馬場                             | |
| 戸塚村大字源兵衛     | 向原                               | 戸塚町2・3               | 高田馬場                                       | 大字戸塚に飛地があった |
| 戸塚村大字諏訪       | 宮東、中通、西原、元西大久保北裏   | 諏訪町                   | 西早稲田、高田馬場、戸山                       | |
| 落合村大字上落合     | 前田、八幡耕地、下田、伊勢宮下     | 上落合1                  | 上落合、中落合                                 | |
| 落合村大字上落合     | 大塚、東原下、三之輪               | 上落合2                  | 上落合、中井                                   | |
| 落合村大字上落合     | 北川向                             | 下落合3・4・5、上落合1   | 上落合、中井、中落合                           | 字北川向は妙正寺川沿いに飛地状に点在していた                                                                                     |
| 落合村大字上落合     | 四村                               | 西落合3                  | 西落合                                         | 四村は葛ヶ谷の西方にあった上落合の飛地                                                                                           |
| 落合村大字下落合     | 東、丸山、新田                     | 下落合1                  | 下落合                                         | |
| 落合村大字下落合     | 中原、本村、南、向田、戸塚飛地     | 下落合2                  | 下落合、中落合、上落合（ごく一部）             | |
| 落合村大字下落合     | 不動谷、伊勢原、前谷戸             | 下落合3                  | 中落合、上落合（ごく一部）、下落合（ごく一部） | |
| 落合村大字下落合     | 大原、小上                         | 下落合4                  | 中落合、中井                                   | |
| 落合村大字下落合     | 大上                               | 下落合4、西落合2         | 西落合、中落合                                 | 大字葛ヶ谷に飛地があった |
| 落合村大字下落合     | 葛ヶ谷飛地                         | 下落合5、西落合2         | 西落合、中井                                   | |
| 落合村大字葛ヶ谷     | 東耕地、北耕地、西耕地             | 西落合1                  | 西落合                                         | |
| 落合村大字葛ヶ谷     | 仲通                               | 西落合1・2               | 西落合                                         | |
| 落合村大字葛ヶ谷     | 前耕地                             | 西落合2                  | 西落合、中落合（ごく一部）                     | |
| 落合村大字葛ヶ谷     | 御霊下                             | 下落合5                  | 中井                                           | |
| 淀橋町大字角筈       | 渡辺土手際、矢場、五十人町、十人町 | 角筈1                    | 西新宿、新宿、歌舞伎町                         | |
| 淀橋町大字角筈       | 新町一丁目、辻                     | 角筈2                    | 西新宿、新宿（線路のみ）                       | |
| 淀橋町大字角筈       | 二丁目道裏、新町二丁目、新町三丁目 | 角筈3                    | 西新宿                                         | |
| 淀橋町大字角筈       | 三丁目道裏                         | 十二社                   | 西新宿                                         | 地区内に池之上、十二叢、幡ヶ谷前などの通称地名があった                                                                           |
| 淀橋町大字角筈       | 本村、長町、淀橋、谷中             | 淀橋                     | 西新宿                                         | 地区内に砂利場、東田、豊水、鷹場、二軒屋前などの通称地名があった                                                                 |
| 淀橋町大字柏木       | 成子町南側、成子町北側             | 柏木1                    | 西新宿                                         | |
| 淀橋町大字柏木       | 淀橋姿（よどばし）、新堀、亀窪     | 柏木2                    | 北新宿                                         | |
| 淀橋町大字柏木       | 二ツ家、元春日、蜀江山             | 柏木3                    | 北新宿                                         | |
| 淀橋町大字柏木       | 出土、中通、原                     | 柏木4                    | 北新宿                                         | |
| 淀橋町大字柏木       | 本村、大町、小滝橋                 | 柏木5                    | 北新宿                                         | |

### 淀橋区成立時の町名
昭和7年（1932年）の淀橋区成立時の区内の町名は下表のとおりであった。
| 淀橋区町名（1932年） | 直前町名                                     | 廃止年   | 現行町名                                                                   | 備考 |
| -------------------- | -------------------------------------------- | -------- | -------------------------------------------------------------------------- | --- |
| 東大久保一丁目       | 大久保町東大久保                             | 1978     | 新宿5・6                                                                   | |
| 東大久保二丁目       | 大久保町東大久保                             | 1986     | 新宿6・7、余丁町                                                           | |
| 東大久保三丁目       | 大久保町東大久保                             | 1978     | 歌舞伎町1・2、新宿5                                                        | 西大久保一丁目の南方から西方を取り囲むように位置していた。1948年に一部が新設の歌舞伎町の一部となり、1952年に一部が西大久保一丁目に編入され、その後残余も東大久保一丁目に編入された。現行の歌舞伎町一・二丁目、新宿五丁目のうち。 |
| 西大久保一丁目       | 大久保町西大久保                             | 1978     | 歌舞伎町2、新宿6、大久保1（道路のみ）                                      | |
| 西大久保二丁目       | 大久保町西大久保                             | 1978     | 大久保1、新宿7                                                             | |
| 西大久保三丁目       | 大久保町西大久保                             | 1978     | 大久保2                                                                    | |
| 西大久保四丁目       | 大久保町西大久保                             | 1981     | 大久保3、大久保2（ごく一部）、戸山3                                        | |
| 百人町一丁目         | 大久保町百人町                               | 1978     | 西新宿7、歌舞伎町1                                                         | |
| 百人町二丁目         | 大久保町百人町                               | 1971     | 百人町1                                                                    | |
| 百人町三丁目         | 大久保町百人町                               | 1971     | 百人町2                                                                    | |
| 百人町四丁目         | 大久保町百人町                               | 1978     | 百人町3、百人町2（ごく一部）、大久保3                                      | |
| 戸塚町一丁目         | 戸塚町下戸塚                                 | 一部存続 | 西早稲田1〜3、戸塚町１                                                     | 1975年、大部分が西早稲田となるが、一部が旧町名のまま存続。 |
| 戸塚町二丁目         | 戸塚町源兵衛・戸塚（飛地）                   | 1975     | 西早稲田2・3、高田馬場1・2                                                 | |
| 戸塚町三丁目         | 戸塚町戸塚・源兵衛（飛地）                   | 1978     | 高田馬場1〜4、下落合1、百人町4、百人町3（ごく一部）、大久保3（線路のみ）   | |
| 戸塚町四丁目         | 戸塚町戸塚                                   | 1975     | 高田馬場3・4、下落合2、百人町3・4                                          | |
| 諏訪町               | 戸塚町諏訪                                   | 1981     | 西早稲田2、高田馬場1、戸山3                                                | 1975、大部分が西早稲田および高田馬場となる。残余の狭小地（現・戸山三丁目21番）は1981年まで存続。 |
| 上落合一丁目         | 落合町上落合                                 | 1966     | 上落合1・2、中落合1                                                        | |
| 上落合二丁目         | 落合町上落合                                 | 1966     | 上落合2・3、中井1                                                          | |
| 下落合一丁目         | 落合町下落合                                 | 1972     | 下落合1〜3                                                                 | |
| 下落合二丁目         | 落合町下落合                                 | 1975     | 下落合1・2・4、中落合2、上落合1（ごく一部）、高田馬場3                     | |
| 下落合三丁目         | 落合町下落合・上落合（飛地）                 | 1972     | 中落合1〜3、中井2、下落合1（ごく一部）、上落合2（ごく一部）                | |
| 下落合四丁目         | 落合町下落合・上落合（飛地）                 | 1965     | 中落合1・3・4、中井2、西落合1                                              | |
| 下落合五丁目         | 落合町下落合・上落合（飛地）・葛ケ谷（飛地） | 1965     | 中井1                                                                      | |
| 西落合一丁目         | 落合町葛ケ谷                                 | 1965     | 西落合1・3・4                                                              | |
| 西落合二丁目         | 落合町葛ケ谷・下落合（飛地）                 | 1965     | 西落合1・2、西落合3（ごく一部）、中落合4（ごく一部）                       | |
| 西落合三丁目         | 落合町上落合（飛地）                         | 1965     | 西落合2                                                                    | |
| 角筈一丁目           | 淀橋町角筈                                   | 1978     | 新宿3、西新宿1・7（ごく一部）、歌舞伎町1                                   | 大部分は1973年までに廃止。残余の狭小地（現・歌舞伎町一丁目1番の北端部）は1978年まで存続。 |
| 角筈二丁目           | 淀橋町角筈                                   | 1978     | 西新宿1、西新宿7（道路のみ）、新宿3（線路のみ）、歌舞伎町1（鉄道用地のみ） | |
| 角筈三丁目           | 淀橋町角筈                                   | 1970     | 西新宿2・3・4・6、西新宿7（道路のみ）                                      | |
| 十二社               | 淀橋町角筈                                   | 1970     | 西新宿2・4                                                                 | 町名の読みは「じゅうにそう」 |
| 淀橋                 | 淀橋町角筈                                   | 1970     | 西新宿4・5・6、西新宿2（ごく一部）                                         | |
| 柏木一丁目           | 淀橋町柏木                                   | 1970     | 西新宿6〜8、歌舞伎町1（鉄道用地のみ）                                      | |
| 柏木二丁目           | 淀橋町柏木                                   | 1970     | 北新宿2                                                                    | |
| 柏木三丁目           | 淀橋町柏木                                   | 1970     | 北新宿1、北新宿2（道路のみ）                                               | |
| 柏木四丁目           | 淀橋町柏木                                   | 1970     | 北新宿3、北新宿4（線路のみ）                                               | |
| 柏木五丁目           | 淀橋町柏木                                   | 1970     | 北新宿4、北新宿3（道路のみ）                                               | |

### 歌舞伎町
歌舞伎町は新宿区成立後の昭和23年（1948年）に角筈一丁目、東大久保三丁目の各一部をもって新設された。昭和53年（1978年）、当地区の住居表示実施の際に歌舞伎町の町域は拡大され、旧歌舞伎町の全部と三光町の一部、百人町一丁目の一部、新宿三丁目の一部（道路敷のみ）、柏木一丁目の一部（鉄道用地のみ）、角筈一・二丁目の一部（1970～73年の住居表示実施後の残余。二丁目に関しては鉄道用地のみ）を合わせた区域が歌舞伎町一丁目となり、西大久保一丁目の大部分が歌舞伎町二丁目となった。

## 現行行政町名

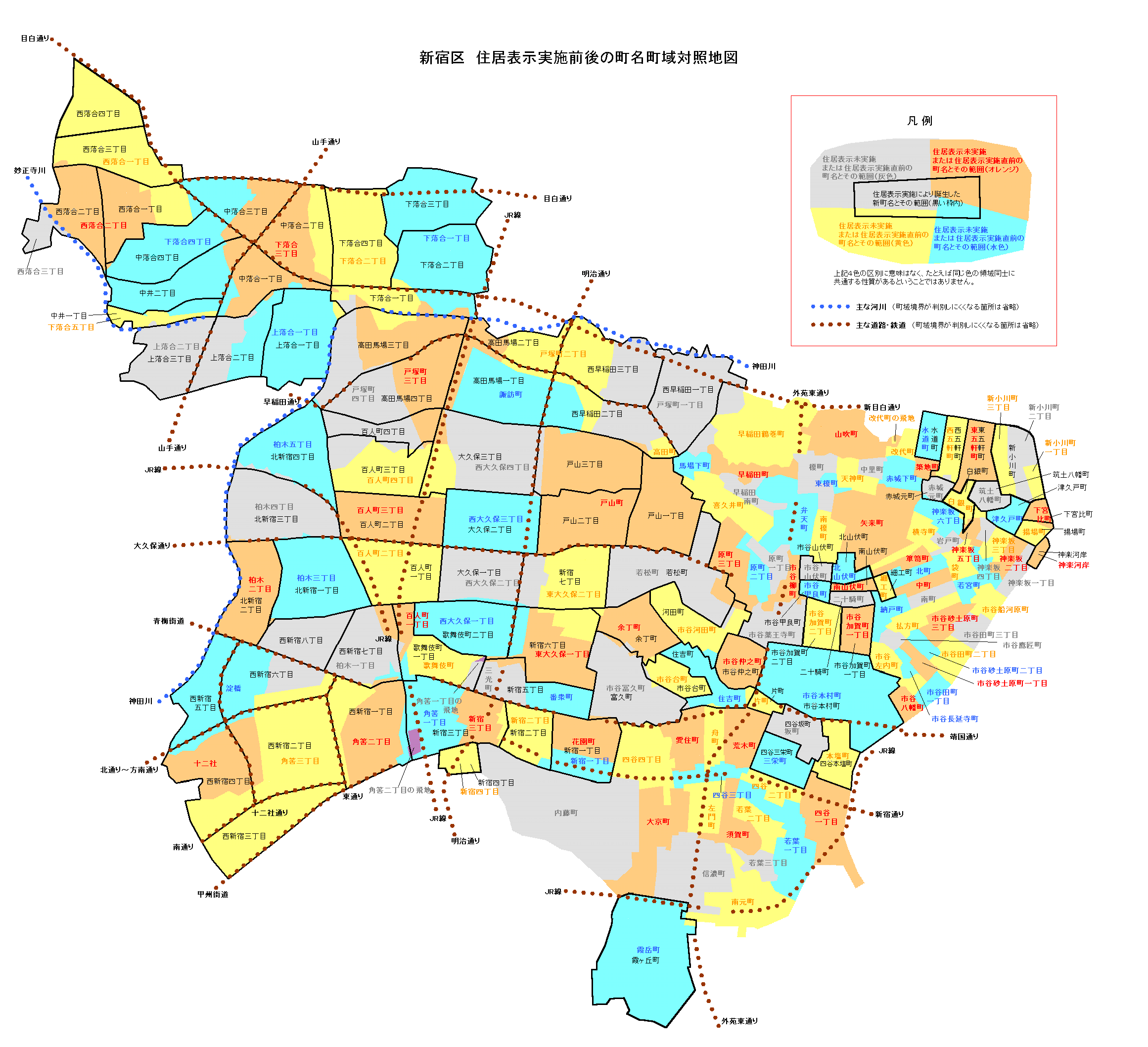
新宿区内住居表示新旧町名対象図

以下は新宿区の現行町名（2012年2月現在）である。住居表示実施済み地区については、当該住居表示実施直前の旧町名を記載した。旧町名の後に「（全）」と注記したもの以外は当該旧町域の一部である。なお、各特別出張所の範囲は大まかなものであり、多くの町名は番地によって複数の特別出張所管内に分割されることもある。
新宿区では1965年以降住居表示が実施されている。区発行『新宿区の概況』平成22年版所収の「住居表示実施状況」によると、2009年に片町の住居表示が実施された段階で、新宿区の住居表示実施率は区面積の74.7パーセントとなっている。
当区における住居表示は、1982年実施分以降は、従前の町名町界を継承する形で実施されている。一例として、1990年5月15日に住居表示を実施した市谷甲良町など6か町の場合は、境界の道路部分の微調整のみで、基本的に従前の町名町界が継承されている。
早稲田鶴巻町、山吹町では土地区画整理事業の換地処分に伴い1982年10月31日に地番が変更されているが、住居表示は未実施である。
町名の読み（「まち」「ちょう」の区別含む）については、『角川日本地名大辞典 東京都』のほか以下の資料によった。
- 日本郵便公式サイトの郵便番号一覧
- 新宿区公式サイト「住居表示実施・未実施地域」

| 町名           | 町名読み               | 住居表示実施年月日 | 住居表示実施直前町名                                                                                    | 備考                                                                                    |
| -------------- | ---------------------- | ------------------ | --- | --------------------------------------------------------------------------------------- |
| 市谷鷹匠町     | いちがやたかじょうまち | 未実施             | |                                                                                         |
| 神楽河岸       | かぐらがし             | 1988.2.15          | 神楽河岸（大部分）、揚場町、下宮比町、神楽坂1（以上道路のみ）                                           | 1983年8月18日付で当町と千代田区飯田橋四丁目との間の区境が変更（等面積交換）されている。 |
| 神楽坂一丁目   | かぐらざか             | 未実施             | |                                                                                         |
| 霞ヶ丘町       | かすみがおかまち       | 2003.9.29          | 霞岳町（大部分）、南元町（一部）                                                                        | 信濃町駅前交番の旧所在地、及び大京町・南元町の南に接する道路敷のみ霞岳町として残存      |
| 片町           | かたまち               | 2009.2.16          | 片町（大部分）、市谷本村町（道路のみ）、住吉町（道路のみ）                                              | 町域北東端の市谷本村町寄りの区域は住居表示未実施                                        |
| 歌舞伎町一丁目 | かぶきちょう           | 1978.2.1           | 歌舞伎町（全）、三光町、角筈1、百人町1、柏木1（鉄道用地のみ）、角筈2（鉄道用地のみ）、新宿3（道路のみ） |                                                                                         |
| 下宮比町       | しもみやびちょう       | 1988.2.15          | 下宮比町（大部分）、新小川町2、揚場町、津久戸町、神楽河岸（以上道路のみ）                               |                                                                                         |
| 西早稲田一丁目 | にしわせだ             | 1975.6.1           | 戸塚町1                                                                                                 |                                                                                         |
| 早稲田鶴巻町   | わせだつるまきちょう   | 未実施             | |                                                                                         |

| 町名         | 町名の読み             | 住居表示実施年月日 | 住居表示実施前の町名等                                         | 備考 |
| ------------ | ---------------------- | ------------------ | -------------------------------------------------------------- | ---- |
| 市谷薬王寺町 | いちがややくおうじまち | 2023.11.6          | 市谷薬王寺町（大部分）、市谷仲之町、市谷本村町（以上道路のみ） |      |
| 市谷柳町     | いちがややなぎちょう   | 未実施             |                                                                |      |
| 原町一丁目   | はらまち               | 未実施             |                                                                |      |
| 原町二丁目   | はらまち               | 未実施             |                                                                |      |
| 原町三丁目   | はらまち               | 未実施             |                                                                |      |
| 弁天町       | べんてんちょう         | 未実施             |                                                                |      |
| 喜久井町     | きくいちょう           | 未実施             |                                                                |      |
| 早稲田町     | わせだまち             | 未実施             |                                                                |      |
| 早稲田南町   | わせだみなみちょう     | 未実施             |                                                                |      |
| 馬場下町     | ばばしたちょう         | 未実施             |                                                                |      |
| 榎町         | えのきちょう           | 未実施             |                                                                |      |
| 東榎町       | ひがしえのきちょう     | 未実施             |                                                                |      |
| 中里町       | なかざとちょう         | 未実施             |                                                                |      |
| 天神町       | てんじんちょう         | 未実施             |                                                                |      |
| 山吹町       | やまぶきちょう         | 未実施             |                                                                |      |
| 赤城下町     | あかぎしたまち         | 未実施             |                                                                |      |
| 築地町       | つきじまち             | 未実施             |                                                                |      |
| 水道町       | すいどうちょう         | 1989.11.6          | 水道町（大部分）、築地町、改代町（以上道路のみ）               |      |
| 改代町       | かいたいちょう         | 未実施             |                                                                |      |
| 市谷仲之町   | いちがやなかのちょう   | 1986.2.24          | 市谷仲之町（大部分）、住吉町、市谷河田町、片町（以上道路のみ） |      |

| 町名           | 町名の読み       | 住居表示実施年月日 | 住居表示実施前の町名等                            | 備考 |
| -------------- | ---------------- | ------------------ | ------------------------------------------------- | ---- |
| 新宿六丁目     | しんじゅく       | 1978.7.1           | 東大久保1・2、西大久保1                           |      |
| 新宿七丁目     | しんじゅく       | 1978.7.1           | 東大久保2（大部分）、西大久保2                    |      |
| 歌舞伎町二丁目 | かぶきちょう     | 1978.7.1           | 西大久保1（大部分）                               |      |
| 大久保一丁目   | おおくぼ         | 1978.7.1           | 西大久保1、西大久保2（大部分）                    |      |
| 大久保二丁目   | おおくぼ         | 1978.7.1           | 西大久保3（全）、西大久保4（極一部）              |      |
| 大久保三丁目   | おおくぼ         | 1978.7.1           | 西大久保4（大部分）、百人町4、戸塚町3（線路のみ） |      |
| 百人町一丁目   | ひゃくにんちょう | 1971.6.1           | 百人町2（全）                                     |      |
| 百人町二丁目   | ひゃくにんちょう | 1971.6.1           | 百人町3（全）、百人町4（極一部）                  |      |
| 百人町三丁目   | ひゃくにんちょう | 1971.6.1           | 百人町4（大部分）、戸塚町4                        |      |
| 百人町四丁目   | ひゃくにんちょう | 1975.6.1           | 戸塚町3・4                                        |      |
| 戸山三丁目     | とやま           | 1981.6.1           | 戸山町、諏訪町（極一部）、西大久保4（一部）       |      |

| 町名         | 町名の読み   | 住居表示実施年月日 | 住居表示実施前の町名等      | 備考 |
| ------------ | ------------ | ------------------ | --------------------------- | ---- |
| 下落合一丁目 | しもおちあい | 1972.1.1           | 下落合1〜3、戸塚町3・4      |      |
| 下落合二丁目 | しもおちあい | 1972.1.1           | 下落合1・2                  |      |
| 下落合三丁目 | しもおちあい | 1972.1.1           | 下落合1                     |      |
| 下落合四丁目 | しもおちあい | 1972.1.1           | 下落合2（大部分）           |      |
| 上落合一丁目 | かみおちあい | 1966.11.10         | 上落合1（大部分）、下落合2  |      |
| 上落合二丁目 | かみおちあい | 1966.11.10         | 上落合1・2                  |      |
| 中落合一丁目 | なかおちあい | 1965.8.1           | 下落合3・4、上落合1（一部） |      |
| 中落合二丁目 | なかおちあい | 1965.8.1           | 下落合2・3                  |      |

| 町名         | 町名の読み   | 住居表示実施年月日 | 住居表示実施前の町名等                    | 備考 |
| ------------ | ------------ | ------------------ | ----------------------------------------- | ---- |
| 西落合一丁目 | にしおちあい | 1965.8.1           | 西落合1・2、下落合4                       |      |
| 西落合二丁目 | にしおちあい | 1965.8.1           | 西落合2、西落合3（全）、下落合4（極一部） |      |
| 西落合三丁目 | にしおちあい | 1965.8.1           | 西落合1、西落合2（極一部）                |      |
| 西落合四丁目 | にしおちあい | 1965.8.1           | 西落合1                                   |      |
| 中落合三丁目 | なかおちあい | 1965.8.1           | 下落合3・4                                |      |
| 中落合四丁目 | なかおちあい | 1965.8.1           | 下落合3・4、西落合2（極一部）             |      |
| 中井一丁目   | なかい       | 1965.8.1           | 下落合3・4                                |      |
| 中井二丁目   | なかい       | 1965.8.1           | 下落合5（全）、下落合4、上落合2（極一部） |      |
| 上落合三丁目 | かみおちあい | 1966.11.10         | 上落合2（大部分）                         |      |

| 町名         | 町名の読み     | 住居表示実施年月日 | 住居表示実施前の町名等       | 備考 |
| ------------ | -------------- | ------------------ | ---------------------------- | ---- |
| 西新宿六丁目 | にししんじゅく | 1970.4.1           | 柏木1、淀橋、角筈3           |      |
| 西新宿七丁目 | にししんじゅく | 1971.1.1           | 柏木1、百人町1、角筈1・2     |      |
| 西新宿八丁目 | にししんじゅく | 1971.1.1           | 柏木1                        |      |
| 北新宿一丁目 | きたしんじゅく | 1971.1.1           | 柏木3（全）、柏木2（極一部） |      |
| 北新宿二丁目 | きたしんじゅく | 1971.1.1           | 柏木2（全）                  |      |
| 北新宿三丁目 | きたしんじゅく | 1971.1.1           | 柏木4（全）                  |      |
| 北新宿四丁目 | きたしんじゅく | 1971.1.1           | 柏木5（全）                  |      |

| 町名               | 町名の読み               | 町区域新設年月日 | 住居表示実施年月日                                                                                | 住居表示実施前の町名等                               | 備考 |
| ------------------ | ------------------------ | ---------------- | ------------------------------------------------------------------------------------------------- | ---------------------------------------------------- | ---- |
| 箪笥町             | たんすまち               | 未実施           |                                                                                                   |                                                      |      |
| 市谷本村町         | いちがやほんむらちょう   | 1984.11.5        | 市谷本村町（大部分）、市谷薬王寺町、市谷仲之町、坂町、本塩町、片町（以上道路のみ）                | 町域の一部は住居表示未実施（42番地）                 |      |
| 市谷八幡町         | いちがやはちまんちょう   | 未実施           |                                                                                                   |                                                      |      |
| 市谷長延寺町       | いちがやちょうえんじまち | 未実施           |                                                                                                   |                                                      |      |
| 市谷左内町         | いちがやさないちょう     | 未実施           |                                                                                                   |                                                      |      |
| 市谷砂土原町一丁目 | いちがやさどはらちょう   | 未実施           |                                                                                                   |                                                      |      |
| 市谷砂土原町二丁目 | いちがやさどはらちょう   | 未実施           |                                                                                                   |                                                      |      |
| 市谷砂土原町三丁目 | いちがやさどはらちょう   | 未実施           |                                                                                                   |                                                      |      |
| 市谷田町一丁目     | いちがやたまち           | 未実施           |                                                                                                   |                                                      |      |
| 市谷田町二丁目     | いちがやたまち           | 未実施           |                                                                                                   |                                                      |      |
| 市谷田町三丁目     | いちがやたまち           | 未実施           |                                                                                                   |                                                      |      |
| 市谷船河原町       | いちがやふながわらまち   | 未実施           |                                                                                                   |                                                      |      |
| 払方町             | はらいかたまち           | 未実施           |                                                                                                   |                                                      |      |
| 納戸町             | なんどまち               | 未実施           |                                                                                                   |                                                      |      |
| 細工町             | さいくまち               | 1990.11.5        | 細工町（大部分）、南山伏町、納戸町（以上道路のみ）                                                |                                                      |      |
| 中町               | なかちょう               | 未実施           |                                                                                                   |                                                      |      |
| 北町               | きたまち                 | 未実施           |                                                                                                   |                                                      |      |
| 南町               | みなみちょう             | 未実施           |                                                                                                   |                                                      |      |
| 袋町               | ふくろまち               | 未実施           |                                                                                                   |                                                      |      |
| 神楽坂二丁目       | かぐらざか               | 未実施           |                                                                                                   |                                                      |      |
| 神楽坂三丁目       | かぐらざか               | 未実施           |                                                                                                   |                                                      |      |
| 神楽坂四丁目       | かぐらざか               | 未実施           |                                                                                                   |                                                      |      |
| 神楽坂五丁目       | かぐらざか               | 未実施           |                                                                                                   |                                                      |      |
| 神楽坂六丁目       | かぐらざか               | 未実施           |                                                                                                   |                                                      |      |
| 揚場町             | あげばちょう             | 1988.2.15        | 揚場町（大部分）、下宮比町（一部）、津久戸町（道路のみ）、神楽坂1〜3（道路のみ）                  |                                                      |      |
| 若宮町             | わかみやちょう           | 未実施           |                                                                                                   |                                                      |      |
| 岩戸町             | いわとちょう             | 未実施           |                                                                                                   |                                                      |      |
| 横寺町             | よこてらまち             | 未実施           |                                                                                                   |                                                      |      |
| 矢来町             | やらいちょう             | 未実施           |                                                                                                   |                                                      |      |
| 赤城元町           | あかぎもとまち           | 1989.11.6        | 赤城元町（大部分）、神楽坂6（一部）、赤城下町（道路のみ）、矢来町（道路のみ）                     |                                                      |      |
| 白銀町             | しろがねちょう           | 1988.2.15        | 白銀町（大部分）、神楽坂5（一部）、神楽坂6、東五軒町、赤城元町（以上道路のみ）                    | 町域の一部は住居表示未実施（12〜18番地、25・26番地） |      |
| 津久戸町           | つくどちょう             | 1988.2.15        | 津久戸町（大部分）、筑土八幡町（一部）、白銀町（道路のみ）、神楽坂3・4（道路のみ）                |                                                      |      |
| 筑土八幡町         | つくどはちまんちょう     | 1988.2.15        | 筑土八幡町（大部分）、津久戸町（道路のみ）、白銀町（道路のみ）                                    |                                                      |      |
| 新小川町           | しんおがわまち           | 1982.7.5         | 新小川町1・3（全）、新小川町2（大部分）、津久戸町、筑土八幡町、東五軒町、下宮比町（以上道路のみ） |                                                      |      |
| 東五軒町           | ひがしごけんちょう       | 1982.7.5         | 東五軒町（大部分）、西五軒町、赤城下町、白銀町、筑土八幡町（以上道路のみ）                        |                                                      |      |
| 西五軒町           | にしごけんちょう         | 1989.11.6        | 西五軒町（大部分）、赤城元町、築地町、水道町（以上道路のみ）                                      |                                                      |      |
| 市谷加賀町一丁目   | いちがやかがちょう       | 1984.11.5        | 市谷加賀町1・2（大部分）、市谷本村町、市谷薬王寺町、市谷柳町（以上道路のみ）                      |                                                      |      |
| 市谷加賀町二丁目   | いちがやかがちょう       | 1984.11.5        | 市谷加賀町1・2（大部分）、市谷本村町、市谷薬王寺町、市谷柳町（以上道路のみ）                      |                                                      |      |
| 二十騎町           | にじっきまち             | 1990.11.5        | 二十騎町（大部分）、市谷甲良町、市谷加賀町1・2、納戸町（以上道路のみ）                            |                                                      |      |
| 南山伏町           | みなみやまぶしちょう     | 1990.11.5        | 南山伏町（大部分）、二十騎町、納戸町、市谷甲良町（以上道路のみ）                                  |                                                      |      |
| 市谷甲良町         | いちがやこうらちょう     | 1990.11.5        | 市谷甲良町（大部分）、市谷加賀町2（道路のみ）、市谷柳町（以上道路のみ）                           |                                                      |      |
| 市谷山伏町         | いちがややまぶしちょう   | 1990.11.5        | 市谷山伏町（大部分）、市谷柳町（道路のみ）、市谷甲良町（道路のみ）                                |                                                      |      |
| 南榎町             | みなみえのきちょう       | 未実施           |                                                                                                   |                                                      |      |
| 北山伏町           | きたやまぶしちょう       | 1990.11.5        | 北山伏町（全）                                                                                    |                                                      |      |

| 町名         | 町名の読み     | 町区域新設年月日 | 住居表示実施年月日            | 住居表示実施前の町名等 | 備考 |
| ------------ | -------------- | ---------------- | ----------------------------- | ---------------------- | ---- |
| 西新宿一丁目 | にししんじゅく | 1970.4.1         | 角筈2（大部分）、角筈1・3     |                        |      |
| 西新宿二丁目 | にししんじゅく | 1970.4.1         | 角筈3（大部分）、十二社、淀橋 |                        |      |
| 西新宿三丁目 | にししんじゅく | 1970.4.1         | 角筈3                         |                        |      |
| 西新宿四丁目 | にししんじゅく | 1970.4.1         | 十二社（大部分）、角筈3、淀橋 |                        |      |
| 西新宿五丁目 | にししんじゅく | 1970.4.1         | 淀橋                          |                        |      |

| 町名           | 町名の読み   | 町区域新設年月日 | 住居表示実施年月日                       | 住居表示実施前の町名等                                                                   | 備考 |
| -------------- | ------------ | ---------------- | ---------------------------------------- | ---------------------------------------------------------------------------------------- | ---- |
| 戸塚町         | とつかまち   | 未実施           |                                          | もとは一〜四丁目があった。1975年の住居表示実施以降、一丁目東端の一部のみが存続している。 |      |
| 高田馬場一丁目 | たかだのばば | 1975.6.1         | 諏訪町（大部分）、戸塚町2・3             |                                                                                          |      |
| 高田馬場二丁目 | たかだのばば | 1975.6.1         | 戸塚町2・3                               |                                                                                          |      |
| 高田馬場三丁目 | たかだのばば | 1975.6.1         | 戸塚町3・4、下落合2、柏木5（道路のみ）   |                                                                                          |      |
| 高田馬場四丁目 | たかだのばば | 1975.6.1         | 戸塚町3・4                               |                                                                                          |      |
| 西早稲田二丁目 | にしわせだ   | 1975.6.1         | 高田町（全）、戸塚町1・2、諏訪町、戸山町 |                                                                                          |      |
| 西早稲田三丁目 | にしわせだ   | 1975.6.1         | 戸塚町1・2                               |                                                                                          |      |

| 町名       | 町名の読み           | 住居表示実施年月日 | 住居表示実施前の町名等                                          | 備考 |  |
| 四谷一丁目 | よつや               | 未実施             |                                                                 |      |  |
| 四谷二丁目 | よつや               | 未実施             |                                                                 |      |  |
| 四谷三丁目 | よつや               | 未実施             |                                                                 |      |  |
| 四谷四丁目 | よつや               | 未実施             |                                                                 |      |  |
| 四谷坂町   | よつやさかまち       | 2015.7.21          | 坂町                                                            |      |  |
| 四谷三栄町 | よつやさんえいちょう | 2018.8.13          | 三栄町                                                          |      |  |
| 四谷本塩町 | よつやほんしおちょう | 2017.9.19          | 本塩町                                                          |      |  |
| 若葉一丁目 | わかば               | 未実施             |                                                                 |      |  |
| 若葉二丁目 | わかば               | 未実施             |                                                                 |      |  |
| 若葉三丁目 | わかば               | 未実施             |                                                                 |      |  |
| 須賀町     | すがちょう           | 未実施             |                                                                 |      |  |
| 舟町       | ふなまち             | 未実施             |                                                                 |      |  |
| 南元町     | みなみもとまち       | 未実施             |                                                                 |      |  |
| 愛住町     | あいずみちょう       | 未実施             |                                                                 |      |  |
| 荒木町     | あらきちょう         | 未実施             |                                                                 |      |  |
| 新宿一丁目 | しんじゅく           | 1973.1.1           | 新宿1（大部分）、花園町（全）                                   |      |  |
| 新宿二丁目 | しんじゅく           | 1973.1.1           | 新宿1（一部）・新宿2（大部分）                                  |      |  |
| 新宿三丁目 | しんじゅく           | 1973.1.1           | 新宿2（一部）、新宿3（全）、角筈1（大部分）・角筈2              |      |  |
| 新宿四丁目 | しんじゅく           | 1973.1.1           | 新宿4（全）                                                     |      |  |
| 新宿五丁目 | しんじゅく           | 1978.7.1           | 番衆町（全）、三光町（大部分）、東大久保1、新宿2・3（道路のみ） |      |  |
| 左門町     | さもんちょう         | 未実施             |                                                                 |      |  |
| 信濃町     | しなのまち           | 未実施             |                                                                 |      |  |
| 内藤町     | ないとうまち         | 未実施             |                                                                 |      |  |
| 大京町     | だいきょうちょう     | 未実施             |                                                                 |      |  |

| 町名       | 町名の読み       | 住居表示実施年月日 | 住居表示実施前の町名等                                                                                     | 備考 |
| ---------- | ---------------- | ------------------ | --- | ---- |
| 若松町     | わかまつちょう   | 1982.7.5           | 若松町（大部分）、原町3（一部）、戸山町、余丁町、市谷河田町（以上道路のみ）                                |      |
| 余丁町     | よちょうまち     | 1986.11.4          | 余丁町（大部分）、東大久保2、市谷冨久町、市谷台町（以上一部）                                              |      |
| 富久町     | とみひさちょう   | 1983.8.1           | 市谷冨久町（大部分）、市谷台町（一部）、余丁町（一部）、花園町、四谷4、愛住町（以上道路のみ）              |      |
| 市谷台町   | いちがやだいまち | 2002.4.1           | 市谷台町（大部分）、市谷冨久町（道路のみ）                                                                 |      |
| 住吉町     | すみよしちょう   | 1986.11.4          | 住吉町（大部分）、市谷冨久町、舟町、片町（以上一部）、市谷河田町、余丁町、市谷台町、愛住町（以上道路のみ） |      |
| 河田町     | かわだちょう     | 1986.2.24          | 市谷河田町（大部分）、原町3（一部）、住吉町（一部）、若松町、市谷仲之町、余丁町（以上道路のみ）            |      |
| 戸山一丁目 | とやま           | 1981.6.1           | 戸山町（大部分）、諏訪町（一部）、西大久保4（一部）、東大久保2、若松町、喜久井町（以上道路のみ）           |      |
| 戸山二丁目 | とやま           | 1981.6.1           | 戸山町（大部分）、諏訪町（一部）、西大久保4（一部）、東大久保2、若松町、喜久井町（以上道路のみ）           |      |